# Democracia Cristiana (Italia)
Democracia Cristiana (en italiano: Democrazia Cristiana, abreviado DC) fue un partido político italiano que gobernó el país durante la mayor parte de la segunda mitad del siglo XX.
La DC fue fundada en 1943 (durante la ocupación Nazi de Italia) como el sucesor del Partido Popular Italiano, con el que compartía símbolo, una cruz roja sobre un escudo blanco. Se inspiraban en la Doctrina Social de la Iglesia y situados en el Centro político, con facciones tanto de centroizquierda como de centroderecha. Dominó la política italiana durante casi 50 años hasta su disolución provocada por el escándalo de "Tangentopoli". El apodo del partido era "Ballena blanca", debido al enorme tamaño del partido y por su color político.
Desde 1946 hasta 1994 la DC fue el partido más grande en el Parlamento, gobernando siempre en coalición. Al inicio apostaba por políticas liberal-conservadoras, para luego evolucionar hacia coaliciones de centroizquierda.
El partido Democracia Cristiana fue el pilar de todos los gobiernos italianos desde 1948 hasta principios de los años 90. Desapareció en 1994, al igual que sus partidos aliados, tras una serie de escándalos de corrupción.
Tras su disolución varios partidos reclamaron ser sucesores de la DC, entre ellos el Partido Popular Italiano, el Centro Cristiano Democrático, los Cristianos Democráticos Unidos y la todavía activa Unión de Centro. La mayoría de antiguos democristianos se unieron a otros partidos, sobre todo al Partido Democrático y a Forza Italia.
La DC fue miembro fundador del Partido Popular Europeo en 1976.

## Historia

### Años de la guerra (1942-1945)

#### De la clandestinidad al CLN (1942-1943)
Tras la disolución forzosa del Partido Popular Italiano por el régimen fascista el 9 de noviembre de 1926, los principales exponentes del PPI, obligados a exiliarse o a retirarse de la vida política y social, mantuvieron la red de relaciones gracias al arduo trabajo de Don Luigi Sturzo, quien, desde el exilio en Londres, mantuvo viva la breve experiencia de compromiso político del disuelto partido. La indicación de las jerarquías eclesiásticas de concentrar los limitados espacios concedidos por el régimen fascista en la labor educativa y en el asilo concedido a los dirigentes de los partidos, permitió que formaciones sociales como la Acción Católica y la Federación Universitaria Católica Italiana sobrevivieran y operaran, incluso bajo el régimen.
En septiembre de 1942, cuando aún estaba por llegar la derrota del régimen, los fundadores del futuro partido comenzaron a reunirse clandestinamente en la casa de Giorgio Enrico Falck, un conocido empresario católico milanés. En las reuniones participaron: Alcide De Gasperi, Mario Scelba, Attilio Piccioni, Camillo Corsanego y Giovanni Gronchi del disuelto Partido Popular Italiano de Don Sturzo; Piero Malvestiti y su Movimiento de Acción Guelph; Aldo Moro y Giulio Andreotti, de Acción Católica; Amintore Fanfani, Giuseppe Dossetti y Paolo Emilio Taviani de la FUCI y Giuseppe Alessi. El 19 de marzo de 1943, el grupo se reunió en Roma, en casa de Giuseppe Spataro, para discutir y aprobar el documento, redactado por De Gasperi, "Las ideas reconstructivas de la democracia cristiana", considerado el acto oficial de fundación del nuevo partido.El escudo de armas del nuevo partido era el mismo escudo cruzado que había adoptado anteriormente el PPI de Sturzo.
En las primeras reuniones fundacionales también participó un grupo activo en la Resistencia, el Movimiento Social Cristiano de Gerardo Bruni, que sin embargo, habiendo asumido posiciones socialistas y anticapitalistas, pronto se desvinculó y posteriormente dio vida a un partido autónomo pero de corta duración, el Partido Socialcristiano. En Génova, sin embargo, los jóvenes del Movimiento Social Cristiano se unieron a los militantes más veteranos del PPI para fundar el Partido Socialdemócrata Cristiano, que luego, tras una reunión entre Taviani, Pella y De Gasperi, cambió de nombre y se convirtió en la sección de Liguria. de la DC.
Un acontecimiento fundamental del que surgió el marco del pensamiento económico del naciente partido fue la semana de estudios en el monasterio de Camaldoli, entre el 18 y el 23 de julio de 1943. Aquí, una cincuentena de jóvenes católicos prometedores se reunieron con tres grandes economistas: Sergio Paronetto, Pasquale Saraceno y Ezio Vanoni. El fruto de la conferencia fue la elaboración de un verdadero programa de 76 puntos conocido como Código Camaldoli, y que guio la acción de la DC en el ámbito económico en la posguerra.
El partido recién formado vivió una vida clandestina hasta el 25 de julio de 1943. El gobierno de Pietro Badoglio, aunque prohibió oficialmente la reconstitución de los partidos, de hecho permitió su existencia, reuniéndose con sus exponentes en dos ocasiones antes del armisticio del 8 de septiembre de 1943. El 10 de septiembre, la DC también participó en el establecimiento del Comité de Liberación Nacional, dentro del cual el partido intentó asumir el liderazgo de las fuerzas políticas más moderadas, oponiéndose a los partidos PCI de izquierda y PSIUP. La actitud de la DC, en línea con la de la Iglesia, fue evitar adoptar posiciones demasiado claras sobre el destino de la monarquía en la posguerra y reducir el alcance de la lucha armada, por ejemplo, tomando partido a favor de la declaración de Roma como ciudad abierta.

#### Participación en la resistencia (1943-1945)
A partir de 1943, las fuerzas democráticas organizaron el movimiento de Resistencia en las zonas ocupadas por las tropas nazifascistas. El movimiento católico mantuvo intacta su presencia generalizada, silenciosa pero significativa de apoyo concreto a los perseguidos y a la población. Todos los partidos del CLN crearon su propia fuerza militar. Los demócrata-cristianos formaron su propio cuerpo de brigadas partidistas, menos ideológicas que las fuerzas del Partido Comunista y del Partido de Acción. Las Brigadas que hacían referencia a los demócrata-cristianos tenían varios nombres según el territorio en el que actuaban: en Emilia y Baja Lombardía se llamaban Brigadas Fiamme Verdi, en otras regiones Brigadas del Pueblo, Brigadas Osoppo, o incluso otros nombres según sobre la ubicación. En Liguria, sin embargo, los representantes de la DC en el CLN regional apoyaron la formación de brigadas mixtas, no divididas ideológicamente, y la necesidad de un mando militar único. Los comandantes católicos, como Aldo Gastaldi (Bisagno) y Aurelio Ferrando (Scrivia), lideraban las brigadas y divisiones de Garibaldi con el pañuelo rojo alrededor del cuello. Finalmente, personas de orientación católica se sumaron a brigadas de otros colores políticos por cercanía territorial, amistades personales u otras causas.
El representante de la DC en el Cuerpo de Voluntarios de la Libertad (CVL), que organizó la Resistencia, fue Enrico Mattei, que intentó reunir bajo la bandera de su partido numerosas formaciones "autónomas" previamente establecidas. Se estima que de aproximadamente 200.000 partisanos armados en los días cercanos al 25 de abril de 1945, 30.000 pertenecían a formaciones vinculadas a la DC.
Las formaciones de orientación católica tuvieron en general una actitud prudente, tanto hacia la población, tratando de tratarla humanamente y procurando no exponerla innecesariamente, como hacia sus adversarios, evitando provocaciones hacia ellos que pudieran dar lugar a represalias contra la población.
Los partisanos blancos intentaron colaborar con grupos partidistas de diferentes orientaciones políticas, a pesar de los momentos difíciles y, en algunos casos, incluso de los enfrentamientos. Con la expresión "Discutimos, entre nosotros y los comunistas, con el arma debajo de la mesa. Pero discutimos" los partidarios de las Llamas Verdes describieron sus relaciones con los partisanos "rojos" durante la guerra de liberación.Giuseppe Dossetti, en una carta a don Carlo Orlandini, comandante de la Fiamme Verdi de Reggio Emilia, refiriéndose a los partidarios de otras confesiones políticas, se expresa así: "Prejuicios morales y políticos inevitables nos impiden volver a asumir la responsabilidad de todo lo que ellos hacer bajo el título de lucha de liberación".

## Herederos de DC
En un primer momento se creó el Partido Popular Italiano (Partito Popolare Italiano-PPI), dirigido por Mino Martinazzoli. Sin embargo la derecha del partido creó el Centro Cristiano Democrático (Centro Cristiano Democratico-CCD). Estos últimos se aliaron con Forza Italia, coalición dirigida por Silvio Berlusconi.
Posteriormente, la mitad del PPI crearía el partido Cristianos Demócratas Unidos (Cristiani Democratici Uniti-CDU) con Rocco Buttiglione a la cabeza. Sin embargo, la mayor unidad democristiana llegaría con la Unión de los Demócratas Cristianos y de Centro donde confluirán CCD, CDU y DE (Democracia Europea, otro partido democristiano centrista). La UDC, junto con los Populares-UDEUR de Clemente Mastella, es la heredera más directa en activo de la primigenia Democracia Cristiana.

## Ideología
La ideología del partido se nutría de las doctrinas democristianas desarrolladas a partir del siglo XIX, conocidas como enseñanza social católica, del pensamiento político de Romolo Murri y Luigi Sturzo y, en última instancia, de la tradición del extinto Partido Popular Italiano. Dos encíclicas papales, Rerum novarum (1891) del Papa León XIII y Quadragesimo anno (1931) del Papa Pío XI, ofrecieron una base adicional para la doctrina social y política de la DC.
En economía, la DC prefería la competencia a la cooperación, apoyaba el modelo de la economía social de mercado y rechazaba la idea marxista de la lucha de clases. El partido, por tanto, abogaba por la colaboración entre las clases sociales y era básicamente un partido de todo tipo que pretendía representar a los católicos italianos tanto de derecha como de izquierda bajo el principio de la "unidad política de los católicos" contra el socialismo, el comunismo y el anarquismo. En definitiva, representaba a la mayoría de los italianos que se oponían al Partido Comunista Italiano. Sin embargo, el partido se situaba originalmente a medio camino entre los comunistas y la extrema derecha representada por el Movimiento Social Italiano.
Como partido que abarcaba todo, el DC se diferenciaba de otros partidos democristianos europeos, como la Unión Demócrata Cristiana de Alemania, que eran agrupaciones políticas principalmente conservadoras. El DC, que incluía elementos conservadores, socialdemócratas y liberales, se caracterizaba por el faccionalismo y por la doble adhesión de sus miembros al partido y a facciones que a menudo se identificaban con líderes individuales.

### Facciones
Las facciones del DC abarcaron todo el espectro político de izquierda a derecha y evolucionaron continuamente con el tiempo.
En los primeros años, el partido estuvo liderado por centristas y conservadores liberales como Alcide De Gasperi, Giuseppe Pella, Ezio Vanoni y Mario Scelba. Después de ellos, los progresistas encabezados por Amintore Fanfani estuvieron al mando, aunque con la oposición del ala de derecha liderada por Antonio Segni. El ala de izquierda del partido, con raíces en la izquierda del desaparecido Partido Popular Italiano (Giovanni Gronchi, Achille Grandi y el controvertido Fernando Tambroni), fue reforzada por nuevos líderes como Giuseppe Dossetti, Giorgio La Pira, Giuseppe Lazzati y el propio Fanfani. La mayoría de ellos eran socialdemócratas según los estándares europeos.
El partido solía estar dirigido por figuras centristas no afiliadas a ninguna facción, como Aldo Moro, Mariano Rumor (ambos más cercanos a la centroizquierda) y Giulio Andreotti (más cercano a la centroderecha). Además, a menudo sucedía que si el gobierno estaba dirigido por un demócrata cristiano de centroderecha, el partido lo estaba por uno de izquierdas y viceversa. Esto fue lo que ocurrió en la década de 1950, cuando Fanfani era secretario del partido y el gobierno estaba dirigido por figuras de centroderecha como Scelba y Segni, así como a fines de la década de 1970, cuando Benigno Zaccagnini, un progresista, dirigía el partido y Andreotti el gobierno. Esta costumbre, en claro contraste con los principios de un sistema Westminster, debilitó profundamente a los gobiernos dirigidos por la DC, de modo que incluso con amplias mayorías fueron incapaces de resolver las diferencias entre las diversas facciones del partido, y en última instancia convirtieron al sistema político italiano en una partitocracia de facto (partitocrazia).
A partir de los años 80, el partido se dividió entre la centroderecha liderado por Arnaldo Forlani (apoyado también por el ala derecha del partido) y la centroizquierda liderado por Ciriaco De Mita (cuyos partidarios incluían sindicalistas y la izquierda interna), con Andreotti manteniendo el equilibrio. De Mita, que dirigió el partido entre 1982 y 1989, intentó transformar el partido en un "partido conservador" convencional en línea con el Partido Popular Europeo para preservar la unidad del partido. Fue nombrado primer ministro en 1988, pero fue reemplazado por Forlani en 1989. Los desacuerdos entre De Mita y Forlani llevaron a Andreotti de nuevo al cargo de primer ministro entre 1989 y 1992.
Con la caída del Muro de Berlín y el fin del gran conflicto ideológico de la Guerra Fría, y finalmente con los escándalos de Tangentopoli, la naturaleza heterogénea del partido lo llevó a su colapso. La mayor parte de la militancia de la DC se unió al nuevo Partido Popular Italiano (PPI), pero inmediatamente varios elementos de centroderecha liderados por Pier Ferdinando Casini se unieron al Centro Demócrata Cristiano (CCD), mientras que otros se unieron directamente a Forza Italia. Una escisión del PPI, la Democracia Cristiana Unida (CDU), se unió a Forza Italia y al CCD en la coalición de centroderecha Polo de las Libertades (más tarde se convirtió en el Polo por las Libertades), mientras que el PPI fue miembro fundador de la coalición de centroizquierda El Olivo en 1996.

## Apoyo popular
En sus primeros años, el partido era más fuerte en el norte de Italia (especialmente en Lombardía oriental y Véneto), debido a las fuertes raíces católicas de esas áreas, que en el sur. Allí, el establishment liberal que había gobernado Italia durante décadas antes del ascenso de Benito Mussolini todavía tenía influencia sobre los votantes, así como el Partido Nacional Monárquico y el Frente del Hombre Común. La DC era muy débil en Emilia-Romaña y el centro de Italia, donde el Partido Comunista Italiano era la fuerza política dominante.
En las elecciones generales de 1948, el partido obtuvo el mejor resultado de su historia (48,5%) y la mayoría absoluta en el Parlamento italiano. El partido obtuvo el 66,8% de los votos en Lombardía oriental (73,6% en la provincia de Bérgamo), el 60,5% en Véneto (71,9% en la provincia de Vicenza), el 69,6% en Trentino y el 57,8% en Friuli-Venecia Julia, es decir, donde el extinto Partido Popular Italiano tenía sus bastiones. En el centro-sur, la DC obtuvo más del 50% de los votos en Lacio (51,9%), Abruzos (53,71%) y Campania (50,5%).
A partir de finales de los años 50, el apoyo a la DC comenzó a desplazarse hacia el sur y en los años 80 era más fuerte en el sur que en el norte, con la excepción del Véneto, que seguía siendo uno de los bastiones del partido. En las elecciones generales de 1983, el partido sufrió una drástica disminución de votos y su geografía electoral era muy diferente a la de 30 o incluso 10 años antes, ya que la región donde obtuvo el mejor resultado fue Apulia (46,0%).
En las elecciones generales de 1992, el cambio fue aún más evidente: el partido superó el 40% de los votos sólo en algunas regiones del sur (41,1% en Campania, 44,5% en Basilicata y 41,2% en Sicilia), mientras que apenas alcanzó el 20-25% de los votos en el norte. Como resultado del ascenso de la Liga Norte, que era más fuerte precisamente en los núcleos tradicionales de la Democracia Cristiana, la DC se redujo al 21,0% en Piamonte (con la Liga al 16,3%), al 32,1% en Lombardía occidental (Liga al 25,2%), al 31,7% en Véneto (Liga al 17,3%) y al 28,0% en Friuli-Venecia Julia (Liga al 17,0%).
A medida que el papel de la DC se fue reduciendo, los bastiones del PPI de 1919 y los bastiones tradicionales de la DC se convertirían en la base de poder de la Liga Norte. Mientras tanto, los partidos sucesores de la DC continuaron siendo actores políticos clave sólo en el sur, donde la forma clientelista de gobierno practicada por los demócrata-cristianos y sus aliados había dejado una marca. En las elecciones generales de 1996, la Liga ganó 7 de los 8 distritos electorales de escaño único en la provincia de Bérgamo y 5 de los 6 en la provincia de Vicenza, ganando más del 40%, mientras que la puntuación combinada de los tres principales partidos posteriores a la DC (el nuevo PPI, el CCD y la CDU) fue más alta en Campania (22,3%). En las elecciones regionales sicilianas de 1996, la puntuación combinada de esos partidos fue del 26,4%.

## Controversias
Tras haber gobernado Italia durante más de 40 años sin otra alternativa que el Partido Comunista Italiano, los miembros del DC tuvieron amplias oportunidades de abusar de su poder, y algunos lo hicieron. En la década de 1960, hubo escándalos relacionados con fraudes como enormes ganancias ilegales en la administración de cuotas de importación de banano y la asignación preferencial de sellos postales mal impresos a propósito y, por lo tanto, raros. Giovanni Leone se vio obligado a dimitir como presidente de la República Italiana en 1978 después de los escándalos de sobornos de Lockheed. Más tarde fue absuelto.
Al igual que los demás partidos de la coalición Pentapartito, la DC estuvo involucrada en los escándalos de Tangentopoli y en la posterior Mani pulite. Además, como el sur de Italia se había convertido en el bastión del partido en los años 1970 y 1980, era probable que la mafia siciliana y políticos deshonestos intentaran colaborar. La DC era el partido más asociado con la mafia entre el público. Muchos percibían que líderes como Antonio Gava, Calogero Mannino, Vito Ciancimino, Salvo Lima y especialmente Giulio Andreotti pertenecían a una zona gris entre la simple corrupción y los negocios de la mafia, aunque la mayoría de ellos fueron absueltos más tarde.

## Secretarios Generales
- Alcide De Gasperi (julio de 1944 - septiembre de 1946)
- Attilio Piccioni (septiembre de 1946 - enero de 1949)
- Giuseppe Cappi (enero - junio de 1949)
- Paolo Emilio Taviani (junio de 1949 - abril de 1950)
- Guido Gonella (abril de 1950 - septiembre de 1953)
- Alcide De Gasperi (septiembre de 1953 - junio de 1954)
- Amintore Fanfani (junio de 1954 - marzo de 1959)
- Aldo Moro (marzo de 1959 - enero de 1964)
- Mariano Rumor (enero de 1964 - enero de 1969)
- Flaminio Piccoli (enero - noviembre de 1969)
- Arnaldo Forlani (noviembre de 1969 - junio de 1973)
- Amintore Fanfani (junio de 1973 - julio de 1975)
- Benigno Zaccagnini (julio de 1975 - febrero de 1980)
- Flaminio Piccoli (febrero de 1980 - mayo de 1982)
- Ciriaco De Mita (mayo de 1982 - febrero de 1989)
- Arnaldo Forlani (febrero de 1989 - octubre de 1992)
- Mino Martinazzoli (octubre de 1992 - enero de 1994)

## Congresos
- I Congreso - Roma, 24-27 de abril de 1946
- II Congreso - Nápoles, 15-19 de noviembre de 1947
- III Congreso - Venecia, 2-6 de junio de 1949
- IV Congreso - Roma, 21-26 de noviembre de 1952
- V Congreso - Nápoles, 26-29 de junio de 1954
- VI Congreso - Trento, 14-18 de octubre de 1956
- VII Congreso - Florencia, 23-28 de octubre de 1959
- VIII Congreso - Nápoles, 27-31 de enero de 1962
- IX Congreso - Roma, 12-16 de septiembre de 1964
- X Congreso - Milán, 23-26 de noviembre de 1967
- XI Congreso - Roma, 27-30 de junio de 1969
- XII Congreso - Roma, 6-10 de junio de 1973
- XIII Congreso - Roma, 18-24 de marzo de 1976
- XIV Congreso - Roma, 15-20 de febrero de 1980
- XV Congreso - Roma, 2-6 de mayo de 1982
- XVI Congreso - Roma, 24-28 de febrero de 1984
- XVII Congreso - Roma, 26-30 de mayo de 1986
- XVIII Congreso - Roma, 18-22 de febrero de 1989

## Resultados electorales

### Parlamento Italiano
| Cámara de Diputados |                 |      |         |     |                    |          |
| Año electoral       | Votos           | %    | Escaños | +/– | Líder              | Gobierno |
| 1946                | 8.101.004 (#1)  | 35,2 | 207/556 | –   | Alcide de Gasperi  | Gobierno |
| 1948                | 12.740.042 (#1) | 48,5 | 305/574 | 98  | Alcide de Gasperi  | Gobierno |
| 1953                | 10.862.073 (#1) | 40,1 | 263/590 | 42  | Alcide de Gasperi  | Gobierno |
| 1958                | 12.520.207 (#1) | 42,4 | 273/596 | 10  | Amintore Fanfani   | Gobierno |
| 1963                | 11.773.182 (#1) | 38,3 | 260/630 | 13  | Aldo Moro          | Gobierno |
| 1968                | 12.441.553 (#1) | 39,1 | 266/630 | 6   | Mariano Rumor      | Gobierno |
| 1972                | 12.919.270 (#1) | 38,7 | 266/630 | -   | Arnaldo Forlani    | Gobierno |
| 1976                | 14.218.298 (#1) | 38,7 | 263/630 | 3   | Benigno Zaccagnini | Gobierno |
| 1979                | 14.046.290 (#1) | 38,3 | 262/630 | 1   | Benigno Zaccagnini | Gobierno |
| 1983                | 12.153.081 (#1) | 32,9 | 225/630 | 37  | Ciriaco De Mita    | Gobierno |
| 1987                | 13.241.188 (#1) | 34,3 | 234/630 | 9   | Ciriaco De Mita    | Gobierno |
| 1992                | 11.637.569 (#1) | 29,7 | 206/630 | 28  | Arnaldo Forlani    | Gobierno |

| Senado de la República |                 |      |         |     |                    |
| Año electoral          | Votos           | %    | Escaños | +/– | Líder              |
| 1948                   | 10.899.640 (#1) | 48,1 | 131/237 | –   | Alcide de Gasperi  |
| 1953                   | 10.862.073 (#1) | 40,7 | 116/237 | 15  | Alcide de Gasperi  |
| 1958                   | 12.520.207 (#1) | 41,2 | 123/246 | 7   | Amintore Fanfani   |
| 1963                   | 10.032.458 (#1) | 36,6 | 129/315 | 6   | Aldo Moro          |
| 1968                   | 10.965.790 (#1) | 38,3 | 135/315 | 6   | Mariano Rumor      |
| 1972                   | 11.466.701 (#1) | 38,1 | 135/315 | -   | Arnaldo Forlani    |
| 1976                   | 12.226.768 (#1) | 38,9 | 135/315 | -   | Benigno Zaccagnini |
| 1979                   | 12.018.077 (#1) | 38,3 | 138/315 | 3   | Benigno Zaccagnini |
| 1983                   | 10.081.819 (#1) | 32,4 | 120/315 | 18  | Ciriaco De Mita    |
| 1987                   | 10.897.036 (#1) | 33.6 | 125/315 | 5   | Ciriaco De Mita    |
| 1992                   | 9.088.494 (#1)  | 27,3 | 107/315 | 18  | Arnaldo Forlani    |

### Parlamento Europeo
| Parlamento Europeo |                 |      |         |     |                    |
| Año electoral      | Votos           | %    | Escaños | +/– | Líder              |
| 1979               | 12.774.320 (#1) | 36,5 | 29/81   | –   | Benigno Zaccagnini |
| 1984               | 11.583.767 (#2) | 33,0 | 26/81   | 3   | Ciriaco De Mita    |
| 1989               | 11.451.053 (#1) | 32,9 | 26/81   | –   | Arnaldo Forlani    |

## Símbolos

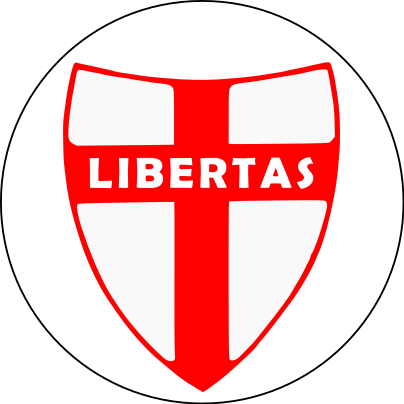
1946–1976
1976–1992
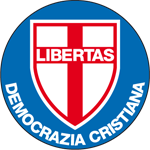
1992–1994